# Método de entrada

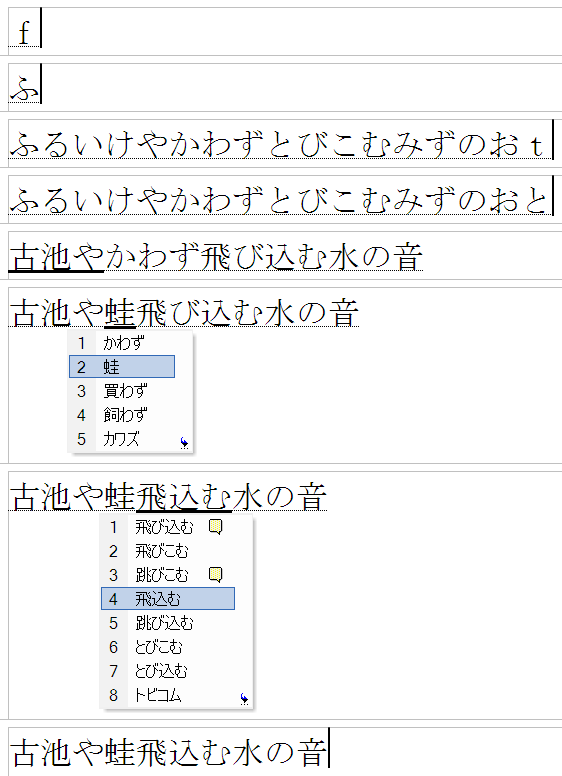
Operação de um típico IME japonês baseado em romaji.

Um método de entrada é um componente de um sistema operacional ou programa que permite aos seus usuários digitar caracteres e símbolos não encontrados no seu dispositivo de entrada. Por exemplo, no computador, isso permite o usuário de um teclado comum digitar em chinês, japonês e coreano. Num celular, isso permite o usuário de um teclado numérico digitar utilizando caracteres do alfabeto latino.

## Termos
Muitos sistemas operacionais usuam o termo "input method" (método de entrada). É comumente chamado de input method editor (IME) nos sistemas operacionais do Windows.
Outros sistemas operacionais podem ter um nome diferente para a mesma ideia, tais como:
- no Mac OS, o componente é chamado de Macintosh Input Method;
- no DOS, um programa do tipo é chamado de input method (para Chinês) ou um front end processor (para Japonês);
- no X Window System, é chamado de input method.

Enquanto o termo input method editor foi originalmente usado pela Microsoft, seu uso agora se espalhou para outros sistemas operacionais.
- O termo input method (método de entrada) geralmente se refere a um jeito particular de usar o teclado para digitar em uma língua.
- Por outro lado, o termo input method editor (editor de método de entrada) nos produtos da Microsoft refere-se ao programa que permite que um método de entrada seja utilizado.